# Дољани (Коњиц)
Дољани је насељено место у Босни и Херцеговини, у општини Коњиц, у Херцеговачко-неретванском кантону које административно припада Федерацији Босне и Херцеговине. Према попису становништва из 1991. у насељу је живјело 85 становника.

## Становништво
По последњем службеном попису становништва из 1991. године, у насељу Дољани живело је 85 становника. Сви становници су били Муслимани. Муслимани се данас углавном изјашњавају као Бошњаци.

## Културно историјски споменици
На локалитету Крижевац у Дољанима се налази скупина од петнаест стећака, од којих су четири украшена. Украсни мотиви, као и код многих других који се налазе на подручју оппштине Коњиц, су: обична трака, лоза са тролистом (у фризу), розета са тордираним кружним венцем, штит са мачем, лик коњаника. На једном од надгробних споменика који је дуг 1,85 м, висок 1,50 м и дебео 1 м, усправан, са горњим обликом тростране призме, налазио се исписан натпис из 14. века, који се може делимично прочитати овако: “Асе лежи Радибрат с братом Вуксаном два Милорадовића”. И натписи и стећци су остали непознати у стручној литератури.